# 青原桃香
青原 桃香（あおはら ももか、1999年〈平成11年〉1月5日 - ）は、日本の気象キャスター。ウェザーニューズ所属。愛称はももちゃん、ももぴん。

## 来歴
愛知県名古屋市出身。
大学1年時の2017年安城七夕親善大使を務め 、2018年ナゴヤドームベースボールメイツ。 2019年には中日フォトメイツを務めた。
2023年8月、ウェザーニュースLiVEキャスターオーディションに合格。10月21日の『ウェザーニュースLiVE・コーヒータイム』内（11時 - 11時20分）で、同期の岡本結子リサと共にお披露目会が行われ、同番組の後半1時間半（12時30分 - 14時）を担当。キャスターデビューとなった。

## 人物
- 同じウェザーニュースキャスターの川畑玲、魚住茉由と同郷であり、魚住とは同じ名古屋市出身かつ同い年である[10]。
- 趣味は乗馬、料理、ドライブ[1]。アニメ鑑賞や野球観戦も好きであり、中日ドラゴンズのファン[1]。
- 学生時代、ユニクロでバイトをしていた経験がある[11]。その他にも、パン屋・エステ・スポーツジムなどでのバイト経験もある[11]。
- 同期の岡本結子リサが青山学院大学を卒業する際、彼女の卒業式に駆けつけ、花束をプレゼントした[12]。

## 出演
- ウェザーニュースLiVE・モーニング - 2024年4月10日 -
- ウェザーニュースLiVE・サンシャイン - 2024年4月7日 -
- ウェザーニュースLiVE・コーヒータイム - 2023年10月21日 -
- ウェザーニュースLiVE・アフタヌーン - 2023年10月22日 -
- ウェザーニュースLiVE・イブニング - 2023年11月4日 -
- ウェザーニュースLiVE・ムーン - 2024年12月13日 -